# Phaenocarpa bellatrix
Phaenocarpa bellatrix är en stekelart som beskrevs av Fischer 1975. Phaenocarpa bellatrix ingår i släktet Phaenocarpa och familjen bracksteklar. Inga underarter finns listade i Catalogue of Life.